# Szentpéterfölde
Szentpéterfölde je vas na Madžarskem, ki upravno spada pod podregijo Lenti Županije Zala.